# Intel MCS-48

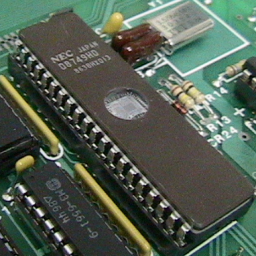
Układ scalony z rodziny 8048 z EPROM-em

Intel MCS-48 – rodzina ośmiobitowych mikrokontrolerów firmy Intel. Pierwsze mikrokontrolery tej rodziny (8048, 8035, 8748) zostały wyprodukowane w 1976 roku w technologii NMOS, od 1980 roku zmieniono technologię na CMOS. Najbardziej znanym członkiem rodziny był 8048.
Mikrokontroler 8048 został użyty w konsoli gier komputerowych Magnavox Odyssey, w serii Korg Trident, w analogowych syntezatorach Roland Jupiter-4 oraz Roland ProMars, a także (jako edycja 8042) w oryginalnej klawiaturze komputerowej firmy IBM. Powstał on na bazie inspiracji podobnego do niego mikroprocesora Fairchild F8.
Chociaż układy serii MCS-48 zostały w większości zastąpione przez bardzo popularny układ 8051/8031 firmy Intel, nawet pod koniec ubiegłego tysiąclecia, pozostał bardzo popularny z powodu niskich kosztów, szerokiej dostępności, skutecznej pamięci składającej się z zestawu instrukcji operacji na pojedynczych bitach oraz odpowiednich narzędzi rozwoju. Z tego powodu jest on najczęściej używany w masowych urządzeniach elektronicznych takich jak zestawy telewizyjne, piloty do telewizora, zabawki oraz inne przedmioty, w których obniżane kosztów jest kluczowe.
Mikrokontrolery serii MCS 8048 są zbudowane w oparciu o CPU w zmodyfikowanej architekturze harwardzkiej z wewnętrzną lub zewnętrzną, programowalną pamięcią ROM oraz 64-128 bajtów wewnętrznej (znajdującej się w układzie scalonym) pamięci RAM. Układy wejścia/wyjścia są mapowane w ich własną przestrzeń adresową oddzieloną od programów i danych. 
8049 ma 2 KB maskowanej pamięci ROM (układy 8748 oraz 8749 posiadały EPROM), która mogła zostać zastąpiona przez 4 KB zewnętrzną pamięć ROM, a także 128 bajtów RAM i 27 portów I/O. Blok oscylatora mikrokontrolera dzieli przychodzący sygnał zegarowy na 15 wewnętrznych faz, dlatego też przy maksymalnej częstotliwości równej 11 MHz, procesor uzyskuje wykonuje 0,73 miliona instrukcji wykonujących się w jednym cyklu (MIPS), ale większość instrukcji potrzebuje dwóch cykli więc normalna wydajność była zbliżona do 0,5 MIPS. 
Układ był stosowany w oryginalnych klawiaturach do komputerów osobistych IBM. 8042 jest zawarty w komputerze osobistym PC AT i można uzyskać do niego dostęp poprzez port 0x60 oraz 0x64 (komputery używające Pentium II lub późniejszych mikroprocesorów, posiadają zintegrowany µC 8042 na Super I/O). 8042 także kontroluje linię A20 oraz „miękkie bootowanie” w celu przełączenia Intel 80286 z trybu chronionego do rzeczywistego.
Inny wariant, µC 8035 o mniejszej ilości pamięci ROM, został użyty w grze przygodowej Donkey Kong. Pomimo że nie była to aplikacja typowa dla tego mikrokontrolera, jego celem było generowanie muzyki w tle.